# Sophia II. (Kitzingen)
Sophia II. von Neuenburg war von 1146 bis 1161 Äbtissin des Benediktinerinnenklosters in Kitzingen. 

## Das Kloster vor Sophia
Obwohl das Benediktinerinnenkloster Kitzingen bereits seit dem beginnenden 11. Jahrhundert als bambergisches Eigenkloster zum Gründungsbesitz des Hochstifts gehörte, gelang es den Äbtissinnen in den folgenden Jahrhunderten immer wieder Freiheiten für ihren Konvent zu erlangen. So erhielt die Abtei zu Beginn des 12. Jahrhunderts einen Schutzbrief durch Kaiser Heinrich V. Unter Konrad III. wurde den Nonnen sogar die Möglichkeit eingeräumt den für die Rechtsgeschäfte des Klosters notwendigen Vogt selbst zu wählen. Diese Regelung führte in der Folgezeit zu mehreren Konflikten. 

## Leben
Sophia entstammte wohl dem in der heutigen Schweiz ansässigen Geschlecht der Grafen von Neuenburg. Ihre Lebensdaten sind allerdings in den Quellen nicht greifbar, sodass eine genaue Zuordnung zu einer Familie bzw. einem Geschlecht nicht als gesichert gelten kann. Arnold geht davon aus, dass es sich um die Nichte der Äbtissin Hemma handelt. Erstmals ist sie in Verbindung mit der Abtei fassbar. Sie trat im Jahr 1146 das Amt als Äbtissin an. Sophia erbte den Streit um die Vogtswahl, der von den Familien der Vögte selbst angeschürt wurde. Hinzu kam, dass das Kloster viele Besitzungen wegen einer wachsenden Schuldenlast abgeben musste.
Sophia wandte sich auf ihrer Suche nach Hilfe an die (in den Quellen als Seherin bezeichnete) Äbtissin des Klosters Rupertsberg, Hildegard von Bingen. Sie erhielt ein Trostschreiben, in der Hildegard ihrer Amtskollegin empfahl, die begonnene Arbeit weiterzuführen. Hildegard besuchte die Abtei auf einer ihrer Predigtreisen sogar selbst und predigte auf dem Marktplatz der Stadt vor der Bevölkerung. Durch das Eingreifen des Kaisers Friedrich Barbarossa wurde die Abtei in den folgenden Jahren reformiert, wobei unklar bleibt, worin die Neuerungen bestanden. Sophia II. ist letztmals im Jahr 1161 in Kitzingen nachweisbar.